# 64079
64079 là số Lucas thứ hai mươi ba và do đó thường được viết là L23.  Đây là số Lucas thứ hai có dạng L n trong đó n là số nguyên tố mà bản thân nó không phải là số nguyên tố, sau L3 = 4. 

## Ý nghĩa khác
64079 là mã bưu điện  của Thành phố Platte và Tracy, Missouri.